# Hans Kummetz
Hans Kummetz (Illowo, 29 aprile 1890 – Conegliano, 11 gennaio 1918) è stato un militare e aviatore tedesco asso dell'aviazione durante la prima guerra mondiale accreditato di 7 vittorie aeree.

## Biografia
Hans Kummetz nasce il 29 aprile 1890 a Illowo nell'allora Regno di Prussia (oggi in Polonia). La sua iniziale carriera militare è sconosciuta compresa qualsiasi formazione avuta per diventare pilota e i primi incarichi avuti in aviazione. Il 18 novembre 1916 diventa Staffelführer (comandante) della Jagdstaffel 1, una delle prime squadriglie da caccia della Luftstreitkräfte, poco tempo dopo la sua fondazione, operando in Francia sul fronte occidentale.
Tra il 4 marzo e il 17 agosto 1917 Kummetz abbatte cinque aerei nemici e un pallone di osservazione francese. Il 12 settembre 1917 viene trasferito presso la JastaSchule II (scuola per piloti da caccia), anche se non è noto se lui fosse li come istruttore o come allievo; la prima delle due ipotesi però sembrerebbe la più probabile. Il 12 novembre torna nella Jagdstaffel 1 che nel frattempo viene spostata sul fronte italiano. Il 20 novembre 1917 gli viene assegnato nuovamente il comando dell'unità che avrebbe mantenuto fino alla sua morte. L'8 dicembre successivo ottiene la sua settima vittoria aerea abbattendo un Sopwith Camel nei pressi di Villamata. Il 1º gennaio 1918 Kummetz abbatte un altro Sopwith Camel, ma questa vittoria non viene confermata.

### La morte
L'11 gennaio 1918, Hans Kummetz si scontra con i Sopwith Camel del No. 45 Squadron RAF della Royal Flying Corps nei pressi di Conegliano dove viene abbattuto ed ucciso, con molta probabilità da Lt. H.T. Thompson (B2494). Nel corso della sua carriera militare è stato insignito con la Croce di Ferro sia di prima che di seconda classe.

## Vittorie
| N.             | Data            | Reparto | Avversario              | Località          |
| -------------- | --------------- | ------- | ----------------------- | ----------------- |
| 1              | 4 marzo 1917    | Jasta 1 | Sopwith Pup (N6165)     | Vis-en-Artois     |
| 2              | 6 marzo 1917    | Jasta 1 | Nieuport Scout          | Achiet le Grand   |
| 3              | 6 marzo 1917    | Jasta 1 | Fe.2b                   | Eaucourt l'Abbaye |
| 4              | 1 maggio 1917   | Jasta 1 | Pallone da osservazione | Conde             |
| 5              | 29 luglio 1917  | Jasta 1 | Nieuport Scout          | Festieux          |
| 6              | 17 agosto 1917  | Jasta 1 | Caudron R.4             | Lavel             |
| 7              | 8 dicembre 1917 | Jasta 1 | Sopwith Camel (B4604)   | Villamatta        |
| non confermata | 1 gennaio 1918  | Jasta 1 | Sopwith Camel           | Vittorio          |